# Paradidymella clarkii
Paradidymella clarkii är en svampart som beskrevs av D. Hawksw. & Sivan. 1977. Enligt Catalogue of Life ingår Paradidymella clarkii i släktet Paradidymella,  och familjen Amphisphaeriaceae, men enligt Dyntaxa är tillhörigheten istället släktet Discostroma,  och familjen Amphisphaeriaceae. Arten är reproducerande i Sverige. Inga underarter finns listade i Catalogue of Life.